# Uvariodendron anisatum
Espèce
Statut de conservation UICN

 VU  : Vulnérable
Uvariodendron anisatum est une espèce de plantes à fleurs de la famille des Annonacées endémique du Kenya où elle est menacée par la perte de son habitat.